# ガルブ＝チャラルダ＝ベニ・ハッセン地方
ガルブ＝チャラルダ＝ベニ・ハッセン地方（ガルブ＝チャラルダ＝ベニ・ハッセンちほう、）は、1997年から2015年まであったモロッコの地方の一つ。首府はケニトラ。
大西洋沿岸に位置し、フェズ・ブルマーヌ地方、メクネス＝タフィラルト地方、ラバト＝サレ＝ゼムール＝ザイール地方、タンジェ＝テトゥアン地方、タザ＝アル・ホセイマ＝タウナート地方と接していた。

## 下位行政区画
ガルブ＝チャラルダ＝ベニ・ハッセン地方には、2つの州が設置されていた。
- ケニトラ州（en:Kénitra Province）
- en:Sidi Kacem Province